# Friedensglocke des Alpenraumes

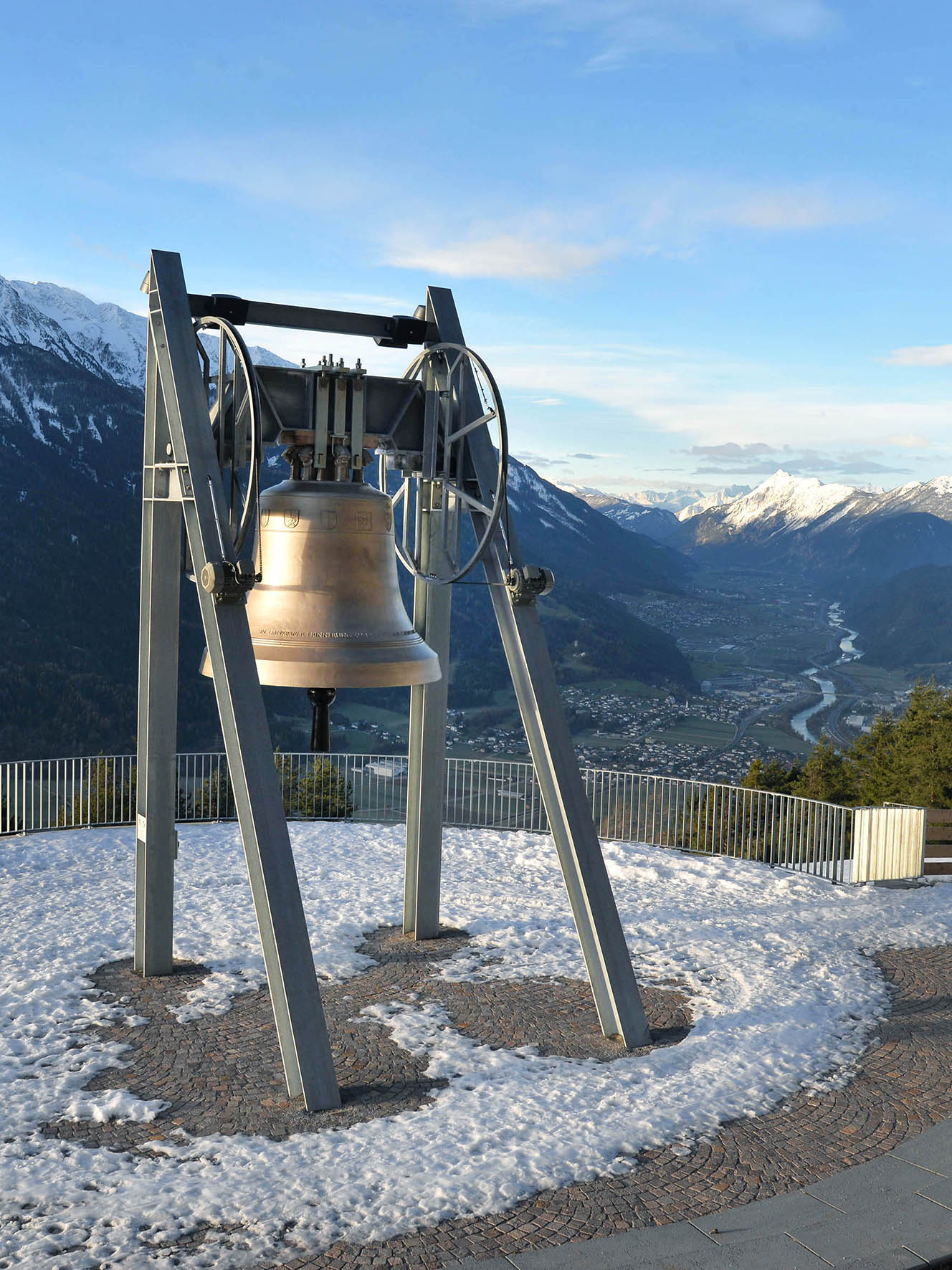
Die Friedensglocke an ihrem neuen Standort

Die Friedensglocke des Alpenraumes, auch Friedensglocke Mösern, ist ein Denkmal, das an das 25-jährige Bestehen der Arbeitsgemeinschaft Alpenländer erinnert. Das Monument stand vom 12. Oktober 1997, dem Tag ihrer Einweihung, bis 10. April 2023 im Telfer Ortsteil Mösern auf etwa 1180 m ü. A.. Seit dem 22. Oktober 2023 gibt es ein neues offiziell zugängliches Denkmal mit der neu gegossenen Friedensglocke an einem etwa hundert Meter weiter versetzten Standort weiterhin in Mösern.

## Aussichtsplattform
Das alte Denkmal mit der Glocke stand etwas abseits des Telfer Ortsteils Mösern auf einer Aussichtsbank mit Blick über das Inntal Richtung Telfs und Oberland, das seit 2003 von einem 90-minütigen Wanderweg erschlossen war. Die Gegend um Mösern, auch Schwalbennest Tirols genannt, und Seefeld sind wirtschaftlich vom Tourismus geprägt, weshalb die Friedensglocke mitsamt Aussichtsplattform als Sehenswürdigkeit viele Besucher anzog. Aus diesem Grund läutete man täglich um 17 Uhr die Friedensglocke, um ein Zeichen der guten Nachbarschaft der Länder zu signalisieren. Das neue Denkmal wird sich etwa hundert Meter weiter nördlich befinden, westlich des ehemaligen Gasthofs Menthon. Erschlossen wird es durch den Wanderweg Richtung Lottensee. Laut der Gemeinde Telfs ist der Ausblick über das Inntal dem alten ebenbürtig.

## Glocke und Anlage
Am 28. August 1997 wurde die alte Friedensglocke, die bis April 2023 existierte, in der Glockengießerei Grassmayr gegossen. Der Klöppel stammte von Rosswag. Die Glocke hatte ein Gewicht von 10.180 kg, maß 2,54 Meter im Durchmesser bei 2,51 Meter Höhe. Der (alte) geschmiedete Klöppel wog etwa 500 kg und das alte Stahljoch brachte zirka 1.300 kg auf die Waage. Sohin kam der Klangkörper auf ein Gesamtgewicht von etwa 12.000 kg und galt als größte Glocke Nordtirols. Ihr Schlagton war ein es0. Die sechs Kronenhenkel waren mit Engelsgesichtern verziert. An der äußeren Glockenwand oben zeigte sie das quadratische Logo der Arge Alp und die Wappen ihrer zehn Mitgliedsländer. Diese sind: Bayern, Vorarlberg, Nordtirol, Südtirol, Salzburg, Graubünden (Schweizer Kanton), St. Gallen (Schweizer Kanton), Tessin (Schweizer Kanton), Lombardei und Trentino. Nahe dem unteren Rand trägt die Glocke die erhabene Aufschrift:
ICH LÄUTE FÜR DIE GUTE NACHBARSCHAFT UND DEN FRIEDEN DER ALPENLÄNDER
IN DANKBARER ERINNERUNG AN DIE ARGE ALP-GRÜNDUNG 1972

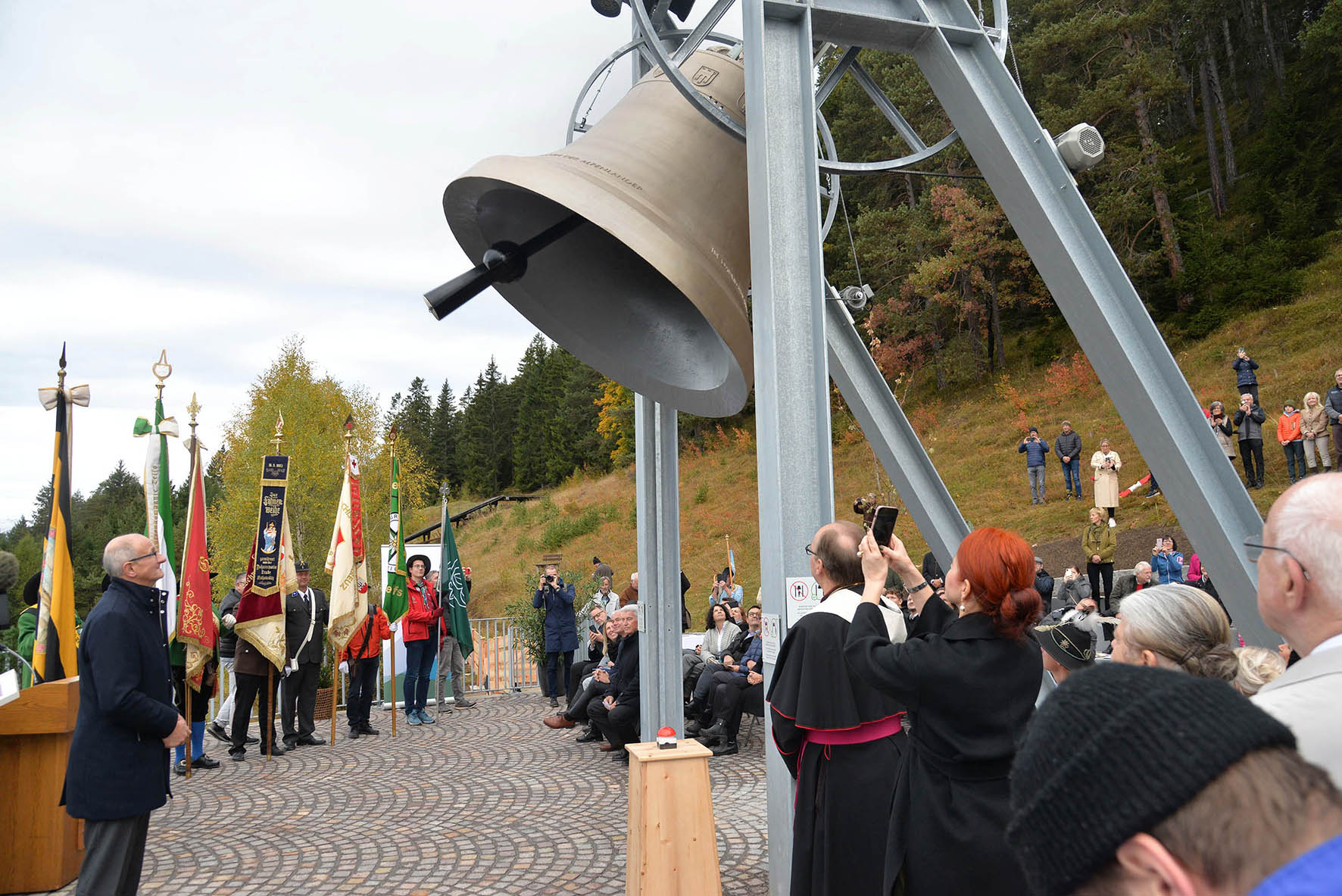
Erstes Geläut der erneuerten Friedensglocke am 22. Oktober 2023, in Gang gesetzt durch Landeshauptmann Anton Mattle (l.).

Angetrieben wurde die Glocke von zwei Elektromotoren über Ketten. Die ausgediente stählerne Anlage wurde von Hubert Prachensky entworfen. Obwohl die Friedensglocke eine der größten jemals gegossenen Glocken Grassmayrs war, war die Gießerei mit der Glocke von Beginn an nicht zufrieden. Das Klangprofil erschien recht düster, rau und dumpf. Auch die Abklingdauer war eher bescheiden. Als 2016 ein kleiner Spannungsriss oberhalb des Klöppelanschlagepunktes entdeckt wurde, kamen erste Stimmen auf, die Glocke gegen eine neue, volltönigere einzutauschen. Der Sprung wurde von Grassmayr begutachtet, die Firma, die Grundstückseigentümer und die Gemeinde Telfs unternahmen vorerst jedoch nichts. Erst als im Frühjahr 2023 der Pachtvertrag mit der Familie Heidkamp, den Grundstücksbesitzern, auslief und es zu keiner Verlängerung kam, entschlossen sich Gemeinde und Eigentümer für den Abbau des Denkmals mitsamt Glocke. Die Glocke wurde vor Ort abmontiert und mit einem Bagger mit angebautem Meißel in Stücke zerbrochen. Die Bronze diente für den Guss der neuen Friedensglocke, der am 23. Juni 2023 bei Grassmayr vollzogen wurde. Sie erklingt aufgrund einer schwereren Rippe im Nominal f°, einen Ton höher als die alte, wiegt netto 10.450 kg und hat denselben Durchmesser.
Am 22. Oktober 2023 wurde die erneuerte Friedensglocke am neuen Standort im Westen von Mösern durch Bischof Hermann Glettler feierlich gesegnet und von Landeshauptmann Anton Mattle zum ersten Mal geläutet.